# Wansbeck
Wansbeck war ein District in der Grafschaft Northumberland in England. Verwaltungssitz war die Stadt Ashington. Zu dem District gehörten auch die Orte Bedlington und Newbiggin-by-the-Sea. Es bestanden Städtepartnerschaften mit Remscheid und Schalksmühle in Deutschland.
Der Bezirk wurde am 1. April 1974 gebildet und entstand aus der Fusion der Urban Districts Ashington, Bedlington und Newbiggin-by-the-Sea. Namensgebend war der Fluss Wansbeck.
1996 wurde der Distrikt mit dem Europapreis für seine herausragenden Bemühungen um den europäischen Integrationsgedanken ausgezeichnet.
Am 1. April 2009 wurden neben Wansbeck auch alle weiteren Districts in Northumberland abgeschafft und zu der Unitary Authority Northumberland vereinigt.